# Горски вијенац
Горски вијенац (у првом издању Горскiй вiенацъ) рефлексивно-херојска је поема у облику народне драме српског песника и владара Петра II Петровића Његоша, настала у доба српског романтизма. Дело је објављено у Бечу 1847. на српском народном језику и својом појавом представљало је велики допринос победи Вукове борбе за нови књижевни језик. Тема „Горског вијенца” је истрага, односно истребљење, потурица. Дело је написано после поеме „Луча микрокозма” (1845), a пре поеме „Лажни цар Шћепан Мали” (1847, објављена 1851).
Његош је, у „Горском вијенцу”, исплео читаву црногорску историју, опевао најважније догађаје из прошлости, од времена Немањића до почетка 18. века, насликао свакодневни црногорски живот, њихове празнике и скупове, дао народне обичаје, веровања и схватања, приказао суседне народе, Турке и Млечане. У ствари, у „Горском вијенцу”, у његових 2819 стихова (десетераца, изузев једне уметнуте песме у деветерцу и једне тужбалице у дванаестерцу), нашла су место три света, три цивилизације, које су се додиривале и преплитале на црногорском тлу. Прва је црногорска херојско-патријархална цивилизација, чији је највиши израз класична Црна Гора. Друга, турска оријентално-исламска цивилизација, и трећа, млетачка западноевропска цивилизација. Тој отворености према другим народима и културама, којој није стала на пут ни чињеница што су ти народи били исконски непријатељи Црне Горе, треба додати и другу отвореност спева, отвореност према природи и космосу. Она добија различите облике, од фолклорних посматрања небеских прилика, преко макрокосмичких визија владике Данила, до размишљања игумана Стефана о космичком поретку, у којима се хришћанска традиција додирује с модерним природнонаучним представама.

## Настанак
Дело је написано у Цетињском манастиру 1847. када су прилике у Црној Гори биле веома тешке, јер је суша спржила све и претила је страшна глад. Истовремено, скадарски паша Осман Скопљак гледао је да искористи тешко стање у Црној Гори и да разједини Црногорце. Све је то Његоша подсећало на једно давно време, на очајнички положај владике Данила с краја 17. и почетка 18. века, с тим што су тад у средишту историјског тренутка били други проблеми — истрага потурица и верска подељеност народа. Управо та унутрашња идентификација (Његош — Данило) била је разлог да се као тема у „Горском вијенцу” наметне историјски догађај — истрага (истребљење) потурица.
„Горски вијенац” је објављен фебруара 1847. у јерменском манастиру у Бечу и својом појавом представљао је велики допринос победи Вукове борбе за нови књижевни језик. Око коначног назива дела Његош се доста премишљао. Првобитни називи су били: „Изви искра”, „Извијање искре”, „Извита искра”, чиме је желео да укаже на искру слободе која се јавила у тами ропства у којој је чамио српски народ. Та искра је дошла са Карађорђем и Првим српским устанком, али је ту „неугаслу искру слободе” видео и у својој Црној Гори. Конкретно, у самом делу „Горски вијенац” она се зачела у „истрази потурица” и прерасла у пламен ослободилачке борбе. Коначни назив „Горски вијенац” носи у себи особиту симболику: венац од црногорских подвига, од јунаштва и славе, од патријархалног морала, схватања, обичаја и веровања.

## Историјска позадина
У време када је Његош писао „Горски вијенац”, Турска је настојала да сломи сваки могући отпор у Црној Гори, плашећи се нових таласа побуна. Тајни агенти су обавештавали Порту о Његошевим везама са Београдом и пољском емиграцијом.
Исте године, јавио се још један проблем: година је била неродна. „Њиве ни сјемена нису донијеле”, „народ је цио без жита; ово је горе него куга”, пише Његош. У земљи је харала глад, по селима су се јављали одметници, на граници према Скадру Турци су поклањали храну, коње и оружје сваком ко би хтео да им приђе. До Његошевих руку било је дошло десетак турских барјака намењених побуњеницима у племену Кучи.
Спољни удари изазивали су снажан одјек у песнику. У његовом духу један за другим искрсавали су ликови јунака: Мићуновић, Батрић, Мандушић, Мартиновићи, Ђурашковићи, Раслапчевић, Томановић и заједно с владиком Данилом, игуманом Стефаном и сестром Батрићевом, сами се плели у венац слободе и отпора, који је песник посветио Карађорђу Петровићу, у ствари, самом устанку.
Мада је радњу „Горског вијенца” пренео у прошлост, Његош је у дело упевао и неке појаве из свог времена. У Селим-паши препознају се црте савремених турских паша, а у Мићуновићевој мржњи према издајницима иста она мржња коју Његош осећа према издајницима Црне Горе 1846. у епској песми „Кула Ђуришића” и сатири „Орао и свиња или наша браћа подмићена од Турака”. Све је у Његошевом делу у знаку осуде 1846: мржња Његошевих јунака према потурчењацима, клетва сердара Вукоте, коло о Милошу и Косову. Само је ова мржња пренета у прошлост, дата у поетској визији црногорске историје почетком 18. века.
Грађу за своју визију, Његош је највише црпео из саме историје. Владика Данило и неки јунаци дела историјске су личности с почетка 18. века. Сердар Вук Мићуновић, славан по свом јунаштву приликом опсаде Бара, примао је од Млетачке републике месечну плату од 5 форината и 40 фунти двопека. Војвода Драшко, „спаија Драшко Поповић от Оз(рини)ћа” — како стоји на његовом печату — и Вукота Мрваљевић такође. Вук Раслапчевић, Јанко и Богдан Ђурашковић, кнез Раде, Сердар Вукота и Томаш Мартиновић помињу се у историјским документима. Захарије Орфелин, српски писац и историчар с краја 18. века, који је писцу „Горског вијенца” дао и друге подстицаје, бележи и битку код Острога у доба владике Данила, у којој су Црногорци, под командом Мандушића и Рогана, тако потукли Турке да су „једва мог бјегством спасисја”. У једном запису из Даниловог доба такође се налази да је кућа Медовића на Цетињу одлуком народне скупштине разорена 1704, а Медовићи изгоњени. И за неког игумана Стефана зна се, да је живео средином 18. века.
И црногорско народно предање чувало је успомену на многе јунаке и догађаје опеване у „Горском вијенцу”. Драшко, Батрићева смрт, Пецирепово четовање, Мандушићева љубав према оружју, сама истрага потурица — све се то налази у народним епским песмама које је Његош годину дана раније унео у „Огледало српско”.
У спеву Његош се није држао само предања о догађајима с почетка 18. века. Његови јунаци ишли су у мислима и дубље у историју. У колима, служећи се народом као медијумом, песник се враћао у далеку прошлост. Као и други романтичари, ни он историју није сликао онаквом каква је била, већ онаквом каква је живела у његовом духу. У машти је мењао ликове, догађаје и чињенице и претакао их у слике које су одговарале његовој визији народне борбе против Турака четрдесетих година 18. века.
По историји, обрачун с потурицама у Црној Гори текао је више година. На почетку 18. века поједина црногорска племена требила су, односно изгонила потурчењаке из своје средине. У „Горском вијенцу” догађаји су другачије приказани: Његош је спонтаном историјском процесу дао митски облик истраге. У песниковој визији истрага је почетак борбе за ослобођење од Турака, управо претходница Првог српског устанка 1804. године. Сама посвета дела „хероју тополскоме, Карађорђу бесмртноме” који „циљу доспје великоме”, симболично повезује ова два догађаја.

## Композиција
По композицијској структури „Горски вијенац” се разликује од свих угледа које је Његош евентуално могао имати. Дело није ни хомерска епопеја, ни српска народна песма. Широком, изразито епском илустрацијом народног живота Његош се у делу удаљио и од есхилске драме, на коју више личи него на друга дела која су му могла бити углед. „Горски вијенац” није ни херојска драма која је била заступљена у српској књижевности у доба романтизма. Такође, веома се разликовао од романтичарских поема какве су неговали Бајрон и Пушкин, тако да се ово дело не може потпуно уврстити ни у један од постојећих књижевних родова.
У композицији „Горског вијенца”, у језгру дела налази се спољни национално-политички сукоб, који има и класни, антифеудални карактер. Овај сукоб преноси се даље у душу владике Данила и других јунака спева и постаје њихова лична драма: политичка, етичка и интелектуална.

### Патријархална структура
Спољни облик „Горског вијенца” условљен је до извесне мере друштвеним обликом средине коју Његош у њему слика. У црногорској племенској заједници потреба сталне одбране од Турака сједињује угрожена племена око владике, који је, и у Његошево доба симбол народног јединства. Међутим, ово дело није композиционо чврсто изграђено око владике Данила или неког другог драмског језгра. Из разговора међу јунацима „Горског вијенца” ниже се мноштво слика које међу собом нису тесно повезане: Мандушић сања на месечини Милоњића снаху, остали гатају у плећку, сватови се натпевавају и свађају међу собом, поп Мића не уме да прочита писмо, сестра се убија од туге за братом, преплашена баба казује зашто је као вештица хтела да смути Црногорце, а Драшко нашироко прича о посети Млецима. Све ове слике, мада се непосредно не наслањају једна на другу се држе као целина. Општа борба против потурица или, тачније, одбрана од турског феудализма, јесте оно што те слике спаја у једно.
У „Горском вијенцу” црногорски главари се састају на скупштинама о верским празницима, до којих је тадашње патријархално друштво доста држало. Зато се баш они намећу песнику као чворне тачке поеме око којих се групишу уметничке слике племенског живота.
Као и у патријархалном свету, тако се и у „Горском вијенцу” жена налази у позадини. Она је снаха, сестра, мајка, љуба, а не самостална херојска личност. У племенско-родовском свету жена не излази пред људе док већају о јуначким пословима. Зато и у делу о њој сазнајемо само из разговора и снова јунака. Сестра Батрићева, која се једина појављује на сцени, ступа на позорницу како би потресном тужбалицом ожалила трагично погинулог брата.

### Епопејична и рефлексивно-лирска структура
У „Горском вијенцу” се осећа и извесна епопејична структура или, прецизније, тенденција да се епске слике организују око једног изузетног историјског тренутка, око истраге потурица. Као у епопејама и у овом делу су супротстављена два зараћена табора, црногорски и турски. Ипак епопејична фабула није у делу до краја развијена. Јунаци не излазе на бојишта нити има слика битака. О сукобу Црногораца и Турака сазнајемо тек посредно. Епопеје у класичном смислу нема, али се зато у делу налазе многа епска, наративна места: разговори јунака око ватре на цетињском гумну, казивање војводе Драшка о боравку код Млетака и тако даље.
Заједничка борба против Турака, коју воде јунаци „Горског вијенца”, намеће им колективни критеријум вредности. Као и у другим епопејама, овај критеријум је херојски и традиционалистички. Хероика дела на многим местима непосредно се наслања на народну традицију. Из традиције су извучене и представе о народној историји. Међутим, „Горски вијенац” не следи до краја патријархални критеријум. Претежно лирска хероика овог дела није идентична са традиционалном епиком.
Структура „Горског вијенца” није одређена само друштвено-историјским одликама насликаног света. У њу се укључује и Његошева филозофска визија. У центру ове визије је непрекидна борба, непрекидно кретање на путу од таме ка светлости. Од ноћи на Ловћену, у којој дело почиње, до зоре на Цетињу, када стижу гласови о победи. Све је непрестана борба и све визија кретања ка светлости, ка слободи.
Такође, кола играју веома битну улогу у делу. По свом лирском духу, она се разликују од епопејичног тока дела, у коме се препознаје епско развучена слика народног живота, дијалошко приповедање и колективни критеријум. Епопејична структура служи се и фолклорним илустрацијама (празноверице, гатања, натпевавања и друго). У колима, пак, преко народа сам песник казује оно што слути да постоји притајено у дубинама народне психе: жудњу за слободом.
Сва Његошева кола прожета су херојски сублимном етиком. Она извире из песниковог осећања бесконачности, до које се може винути само ако се смрћу у борби за слободу остави вечни спомен за собом, што није идентично са патријархалном хероиком. Оглашујући вечност херојског подвига, кола јачају борбени морал и подижу дух јунака спева, сугеришући им да ће и они ући у историју ако се понашају онако као они о којима се у песми говори.
Гледан шире, „Горски вијенац” по херојским немирима својих јунака више одговара духовној и политичкој клими савремене Европе уочи револуције 1848. него древном епском свету. И као глас средине, дело није сплет слика из народног живота, већ израз нечега дубљег у менталитету и бићу нације: народног духа, како се говорило у Европи у доба романтизма.
Народно, колективно, фолклорно и епско у „Горском вијенцу” се стално укрштају са модерним, индивидуалним и лирским. Овај процес непрестано тече у горњим слојевима дела као сукоб између сензибилног интелектуалца и модерног државника владике Данила, на једној страни, и политичке ускогрудости племенских главара, која се наслања на елементарну хероику патријархалног света, на другој. Два тока осећају се и у стилу, речнику. Другачије говори владика Данило, а другачије кнезови, војводе и сердари. Владичин речник је интелектуалнији. У његовом изразу је много више сликовитости.
Лирско-филозофска компонента „Горског вијенца” обогатила је дело новинама каквих нема у народној епици. Из потребе за конкретно ликовном реализацијом одређене филозофске визије родио се игуман Стефан. Његови дијалози делују као рефлексивно-лирске поеме и потврђују основне филозофске ставове самог Његоша. Сличну инспирацију имају и монолози владике Данила. Израз Његошеве филозофске визије света је и сам крај дела: речи владике Данила упућене Вуку Мандушићу. Оне су пуне филозофског оптимизма. Филозофска основа „Горског вијенца” наметнула је и овом делу, као и „Лучи микрокозма”, симболе као честу поетску слику (кола, Милош Обилић, Карађорђе, Мандушићев џефердар и друго).
Лирско-рефлексивна инспирација допринела је да „Горски вијенац” добије и нов песнички облик, модеран и архаичан, драмски, епски и лирски у исти мах. Најближа одредница књижевног рода „Горског вијенца” била би: рефлексивно-херојска поема у облику народне драме.

### Хероика
Хероика „Горског вијенца” је многолика. Она није само на површини спева, у речима. Његош се служи и сном да би открио оно најдубље, скривено у подсвести јунака. Пред неминовношћу сукоба, на изглед мирни и прибрани, Његошеви јунаци после сусрета с потурицама на скупштини дубоко су потресени оним што осећају да се мора збити. Снови Обрада и сердара Вукоте, откривају унутрашњи страх њих двојице пред ужасом погибије. Кнез Бајко у сну наслућује да ће га у предстојећим догађајима задесити велико зло: погибија младог Батрића. Несрећно заљубљени Мандушић, пред битку, тугује у сну што и за њим неће плакати снаха Анђелија. Кнез Роган, коме је стало до тога да уочи истраге сви јунаци буду на окупу, предосећа Драшков долазак из Млетака.
И после завршетка цетињске скупштине, на којој је донета одлука о истрази, јунаци казују снове. Снови су сада код свих једнаки: у сну гледају Обилића. Унутрашње кризе изазване првим сазнањем о неминовности покоља преброђене су, а племенити обилићевски занос продро је и у подсвест јунака.

### Композицијске целине
„Горски вијенац” је организован у следеће композицијске целине:
- Посвета праху оца Србије
- Скупштина уочи Тројичина дне на Ловћену (стихови: 1—197)
- Скупштина о Маломе госпођину дне на Цетињу, под видом да мире неке главе (стихови: 198—2437)
- Бадње вече (стихови: 2438—2665)
- Ново љето (стихови: 2666—2819)

#### Посвета праху оца Србије
Пролог „Горског вијенца” — „Посвету праху оца Србије”, Његош је посветио Карађорђу Петровићу, јер је у њему и Првом српском устанку видео „изви искру” првог организованог српског отпора након вишевековног ропства и мрака под Турцима. Он је Карађорђа сврстао међу великане 19. века као што су Наполеон, Карло, Блихер, војвода од Велингтона, Суворов, Шварценберг и Кутузов. Иако потиче из малог народа, Црни Ђорђе, за Његоша, неизмерном је храброшћу, постао симбол отпора и витешког духа српског народа, а претња и страх за поробљивача.

#### Скупштина уочи Тројичина дне на Ловћену
„Горски вијенац” започиње монологом владике Данила, у глуво доба ноћи. Окупили су се највиђенији Црногорци на Ловћену да, у заједничком договору, нађу решење за своју колективну невољу јер на сцени су два непријатеља: један спољни — Турци који су се окомили на Црну Гору и други, унутрашњи — потурице. Ови други су опаснији: не прихватају борбу против Турака, верски су отуђени, са њима је народ издељен и нејединствен, ослабљен за борбу. Дан је протекао у већању главара и витешком надметању младих. Скупштина је завршена, али одговора на питање шта чинити није било. И док, у ноћи, сви тону у сан, владика Данило, најмлађи али и најодговорнији међу њима за судбину Црне Горе, остаје будан. Речи које изговара откривају његову усамљеност, очај и безизлаз:
„А ја што ћу, али са киме ћу?

Мало руках, малена и снага,

једна сламка међу вихорове,

сирак тужни без нигђе никога…”
Ово подсећа на тужбалицу над властитом судбином и судбином Црне Горе. Његово жаљење у даљем монологу постаје све више забрињавајуће:
"Црни дане, а црна судбино!

О кукавно Српство угашено, "
Вук Мићуновић све то слуша, а онда га прекорева због његовог песимизма и очаја:
„Не, владико, ако Бога знадеш!

Каква те је спопала несрећа

тено кукаш као кукавица

и топиш се у српске несреће?”
Њему, као јунаку, то је срамотно јер „људи трпе, а жене наричу”. И други разлог за прекор јесте у чињеници да се „на муци познају јунаци”. Уместо песимизма и очаја, Мићуновић буди оптимизам:
- указује на снагу народа:

„Ти нијеси саморана глава:

видиш ове пет стотин момчади,

које чудо снаге и лакоће

у њих данас овђе видијесмо?”
- скреће пажњу на спремност младих да се боре;
- открива одлучност за борбу до победе:

"борби нашој краја бити неће

до истраге турске али наше… "
Скупштина се разилази без икаквих одлука, а прва целина „Горског вијенца” завршава симболиком: чује се грмљавина у даљини и две муње се сударају, у чему присутни виде предсказање будућих борби.

#### Скупштина о Маломе госпођину дне на Цетињу
Скупштина на Цетињу почиње народним колом. Коло, песмом, подсећа на хор у античкој драми и у функцији је колектива. Оно подржава косовски завет, подсећа на издајство које је дошло са Вуком Бранковићем и на корене „чојства и јунаштва” у витешком духу Милоша Обилића. Коло проклиње великаше који су изделили српско средњовековно царство и жали за њим. Подсећа на пад српства, вишевековно ропство и страдања српског народа. Коло прекорева црногорске главаре због ћутања, неодлучности и губитка витешког морала. На ту песму, која је „из главе целог народа”, одговара војвода Милија позивом и решеношћу на борбу јер борба је опстанак, а падом у ропство губи се све.
Долазе Мартиновићи и доносе вест да су Турци уграбили једну жену, што ће убрзати одлуку осталих да се определе на борбу. Међутим, владика Данило се још колеба, још покушава да одложи одлуку како не би дошло до крвопролића, до братоубилачке борбе. У том смислу он и говори:
„Не бојим се од вражјега кота,

нека га је ка на гори листа,

но се бојим од зла домаћега.”
Опет се јавља коло да ту дилему и страх ублажи мишљу да нико није попио „чашу меда”, а да пре тога није испио „чашу жучи”. Вук Мићуновић упозорава да без великих напора и мука нема великих остварења, да се жртве за домовину не заборављају, оне су вечне. Пред једногласношћу кола и главара владика Данило све више се приклања идеји о акцији. Тај чин тешког пристајања он оглашава речима:
„Младо жито, навијај класове,

пређе рока дошла ти је жњетва.”

…

„Треба служит чести и имену.

нека буде борба непрестана,

нека буде што бити не може —

нек ад прождре, покоси сатана!”
Па и поред таквог става, наизглед енергичног, он ће покушати још једном да неспоразум реши мирним путем — позивањем потурица на заједнички састанак и договор. Поглавице потурчене браће долазе, али, сем узајамних клеветања и прејаких речи, ничег другог није било. Владика Данило све више увиђа да је сукоб неизбежан, те да ће борба против потурица бити део опште борбе црногорског народа за слободу и одржање голог опстанка. Слушајући њихове говоре, владика Данило је дошао до непобитног закључка да та браћа по крви нису променила само веру, него да су прихватила и једно сасвим ново поимање живота, чиме су се још више удаљили од црногорског колектива.
Ситуацију, наелектрисану мржњом и међусобним оптуживањима, прекида долазак каваза који доноси писмо од Селима везира. У писму се тражи покорност Црногораца и њихова оданост везиру, што је пропраћено и претњом да „јаки зуби и тврд орах сломе”, да су Црногорци исто што и „глава од купуса” и „миш наспрам лафа”. Владика, бранећи достојанство и витешки дух свог народа, узвраћа:
Тврд је орах воћка чудновата,

не сломи га ал’ зубе поломи!
Након отписивања владике везиру догађаји у делу постају доста лабави у односу на средишњи догађај и предмет певања. Нижу се следећим редоследом:
- ноћ и сан Вука Мандушића;
- војвода Драшко прича о својим доживљајима код Млетака;
- ручак и гледање у плећке брава;
- свадба потурица (песма, пуцњава);
- тужбалица сестре Батрићеве и њено самоубиство због жалости за погинулим братом;
- Црногорци доводе бабу „вештицу”;
- главари се разилазе;
- долазак игумана Стефана, најстаријег и најмудријег међу њима, и ноћ поред огња;
- мудра беседа игумана Стефана о устројству света, о противуречностима и вечној борби у њему, о човековом положају, дужностима и смислу његовог трајања.[1]

#### Бадње вече и Ново љето
Ове две последње композицијске целине чине следећа збивања:
- разговор владике Данила и игумана Стефана поред огњишта и бадњака — речи игумана које треба, коначно, да доведу владику до освешћења и сазнања о неопходности борбе;
- одлазак у цркву на Божићну литургију;
- пуцњи у даљини, први знак да је „истрага” почела;
- долазак Црногораца и сведочење о ономе што се десило (свађе са потурицама, сукоб, паљење кућа);
- причешће у цркви
- „Ново љето” — окупљање народа и поглавара пред црквом;
- писмо од кнеза Николе о борбама и тешкој погибији с једне и друге стране;
- „владика Данило плаче” јер се десило оно чега се највише плашио, „а игуман се Стефан смије”;
- долазак Вука Мандушића из борбе и његово сведочење о крвавим сукобима (плаче за сломљеном пушком);
- владика даје други џефердар Мандушићу, пропраћајући то речима: „…а у руке Мандушића Вука биће свака пушка убојита!!”

Тако се завршава „Горски вијенац”. Сама „истрага потурица” није опевана, него само оно што јој претходи. Тежиште је на унутрашњој борби и драми, како би се што више истакло „чојство и јунаштво” црногорског народа. Истрага је само наговештена, дата само као ехо страшног збивања, али тамо негде иза сцене (пуцњи у даљини, писмо, сведочења других о томе).

## Лица
- Владика Данило
- Игуман Стефан
- Сердар Јанко Ђурашковић
- Сердар Радоња
- Сердар Вукота
- Сердар Иван Петровић
- Кнез Раде, брат владике Данила
- Кнез Бајко
- Кнез Роган
- Кнез Јанко
- Кнез Никола
- Војвода Драшко
- Војвода Милија
- Војвода Станко
- Војвода Батрић
- Томаш Мартиновић
- Обрад
- Вук Раслапчевић
- Вукота Мрваљевић
- Вук Томановић
- Мнозина
- Богдан Ђурашковић
- Вук Мићуновић
- Вук Мандушић
- Вук Љешевоступац
- Поп Мићо
- сестра Батрићева
- Хаџи-Али Медовић, кадија
- Скендер-Ага
- Мустај-кадија
- Арслан-Ага Мухадиновић
- Кавазбаша Ферат Зачир
- Риџал Осман
- једна баба[6]

Лица која песник није унео у списак: Вук Марковић, један Цуца, један војник, други војник, сват Црногорац, сват Турчин, ђаче, ђаци и момче.

### Владика Данило
Владика Данило, главна личност поеме, иако понекад уме да плане мржњом према потурицама, чешће се повија под теретом државничке одлуке о истрази коју баш он треба да донесе. Међутим, њега муче и теже ствари од доношења одлуке. Његово племе спава мртвим сном. Српство је угашено, потонуло у вишевековни мрак османске владавине. Једина искра неутрнуле народне свести из које ће нићи будућа слободна држава, то је владика: „једна сламка међу вихорове, сирак тужни без нигђе никога”. Као интелектуалац који пати због уснулости свога народа и као владар који не може да реализује свој политички план, он је усамљен.
Владика је двоструко усамљен: на једној страни, тишти га што остали делови народа спавају, а на другој што они око њега не роне у прошлост тако дубоко, нити виде државнички тако далеко као он. Немоћан да пробуди уснуло племе и да усмери догађаје куда он хоће и тако избегне крвопролиће међу браћом коју раздваја вера, владика је не само усамљен, већ и историјски трагичан. Усамљеност и историјска трагичност издвајају га из патријархалног мноштва и приближавају романтичним ликовима. Међутим, и у тренуцима усамљености, он се показује као владар који све види и зна и који не губи присебност. Промишљеност је једна од доминантних црта његовог карактера. А то што у једном тренутку тоне у очај (сам се шета пољем, нити једе, нити спава, само ћути), није ништа друго него доказ да је човек велике осећајности и да интензивно доживљава свет око себе. У прилог томе иде и ситуација када је, суочен са почетком истраге и тешким крвопролићем, заплакао јер је тај судар вера, крви и мржње доживео као највећу трагедију. За њега се може рећи и да је песнички надахнут и људски искрен у исказивању својих мисли и осећања.
Владика Данило се од самог почетка и у свакој ситуацији показује као хуманиста: презире силу и сваки вид тираније, па зато и одговара везиру:
„Дивљу памет а ћуд отровану

дивљи вепар има, а не човјек.

Коме закон лежи у топузу,

трагови му смрде нечовјеством.”
Његов хуманизам је садржан и у чињеници да не тежи уништењу свега што је непријатељско. Он је за акцију, али само дотле док се непријатељ не научи и коначно не схвати да свако има право на своју слободу и да та права треба поштовати као своја. Довести непријатеља том сазнању, јесте и основни смисао његове етике:
„Вук на овцу своје право има

ка тирјанин на слаба човјека.

Ал' тирјанству стати ногом за врат,

довести га к познанију права,

то је људска дужност најсветија!”
То људско и високо етичко у њему управо је и разлог свих његових колебања, јер се стално плаши да не пренагли и не погреши како не би на њега пали евентуална клетва и проклетство. Управо, то је страх да не поништи оно чојство у себи, без кога не види прави смисао свога трајања.
Иако усамљен, Данило је заокупљен судбином људи око себе. Мада још млад, он већ зна тежину људске крви. Зато се не решава лако да загази у њу. Кад треба да се крене у бој, он никога силом не нагони на жртву. Кнеза Николу пре заклетве упозорава на опасност од погибије којој се излаже. Али зато, не штедећи себе, остаје на Цетињу сам, без телохранитеља. Ако га Турци нападну, затвориће се у кулу с десетак манастирских ђачића и бранити се до последњег метка. Они ће пуцати, а слепи игуман Стефан ће им певати.
Као и сам писац дела, и Данило је лирска природа. У борцима, омладини која ће гинути, он види младо, зелено жито. У крвавој жетви на бојним пољанама оно ће морати пре рока да повије класове. Луна и крст, тако историја каже, тући ће се до истраге. „Сљедоват им ријеком крвавом у лађици грдна страданија, то је бити једно или друго”, мисли владика, а он је за ово друго: крст. За њега је крст мање религиозно знамење, а више симбол борбе против Турака. Као такав, Његошев владика има слободарски дух. Слобода је, као и код сваког појединца црногорског колектива, највећи идеал, јер, ко сачува слободу, сачувао је свој идентитет (порекло, обичаје, језик, законе предака, историју), своје достојанство, образ, веру, па отуда и императив: „Удри за крст, за образ јуначки”.
За разлику од других јунака поеме, Данило једини мисли у историјским размерама. Његош га и на самом почетку дела открива као народног вођу коме су познате не само српска него и турска и византијска историја. Из првог монолога владике, изговореног на почетку дела, сазнаје се да је врстан познавалац прилика када је у питању Османско царство и његова моћ, а исто тако да је велики мислилац и мудрац. Своју позицију у односу на друге он изражава на следећи начин:
„Ко на брдо, ак’ и мало, стоји

више види но онај под брдом;

ја повише нешто од вас видим —

то је срећа дала ал’ несрећа.”
Његова интелектуална и мислилачка надмоћ спрам везира посебно се открива у писму које му упућује.
Владика, као и сам писац, има разумевање за историјска кретања. Истрагу види као део историјске борбе за ослобођење од Турака, а себе као заточеника историје. Његов живот има смисао само као народна борба против потурчењака, тј. као извршење историјског задатка са којим се он поистовећује. Владика Данило не решава питање свог, већ историјског опстанка целог народа. Схвативши од првог тренутка неминовност уклањања потурчењака из Црне Горе, он се у себи колеба само око начина како да се изведе то чишћење: добровољним враћањем потурчењака хришћанству или крвљу.
Гледајући шире на борбу против Турске, владика је сматрао да ће она уродити плодом тек ако јој приступе и муслимани српског порекла. Он већ на почетку поеме страхује да би истребљење потурица могло довести до отпора њихових саплеменика хришћана, као и до јачања сепаратизма. Као и други, у тренуцима када га понесе осећање мржње према издајницима и он би да „пропоје пјесна од ужаса”. Ипак, Данило није елементарна стихијска природа. Он је и ум, државник који уме историјски да мисли. Владика је за шире историјско сагледавање национално-политичких питања времена, а не за мекуштво и страх од револуционарног чина. Он чак и нагони везира да покуша с враћањем потурчењака хришћанској вери, односно свом народу. Своју жудњу за тим, он изражава следећим речима:
„душа би ми тада мирна била

како мирно јутро у прољеће

кад вјетрови и мутни облаци

дријемају у морској тавници.”
То би у ствари била права победа над Турцима. Племе, које сачињавају и православци и муслимани, пробудило би се из сна:
„Тад би ми се управо чинило

да ми св’јетли круна Лазарева,

е слетио Милош међу Србе;”
Као што га историјско сазнање у првим сценама нагони на оклевање, тако га у наредним подстиче на одлучност. Када у чувеном отпоздраву Селим-паши онако одлучно одбија његове претње, владика је свестан да му историја то даје за право. Пољак Јан Собјески разбио је турску војску под Бечом 1683. године. Колан свечевој кобили најзад је пукао, а кола османлијске феудалне тираније пошла низа страну, те су тако створени услови и за ослобођење Црне Горе. Данило тачно зна да се однос снага изменио. „Није вино пошто приђе бјеше, није свијет оно што мишљасте”. У предстојећој борби историја ће бити црногорски савезник. Ослобођење од Турака не бива без ње: слобода васкрсава „из гробовах нашијех ђедовах”, она је дело свих коју су вековима гинули за њу.
Није лако убијати исламом фанатизовану браћу. Међутим, владика Данило јасно види да су потурице до те мере постале део непријатељског, османског света да им нема више повратка. Зато и он схвата да путеви ка слободи воде преко њихове крви. Ова крв је за њега много више од обичног истребљивања потурица у Црној Гори: њом започиње народно буђење, борба за слободу. Владику мучи сумња да ли ће она успети. Пре него што ће као државник донети одлуку о истрази, он се у мислима враћа успаваном српству.
„Страшно племе, доклен ћеш спавати?

Неки један, то је ка ниједан,

нако да је више мученија.

Вражја сила одсвуд оклопила;

да је игђе брата у свијету

да пожали, ка да би помога.”
И овде, у овим сумњама, у овим лирским грчевима, види се владар који има осећање историјске одговорности. Не пробуди ли се цело српско племе, страшно за непријатеља по свом јунаштву, ни Црна Гора, као жижа слободе, неће успети да се одупре. Остаће сви успавани у мраку Османског царства.
Приликом решавања судбине потурица у Црној Гори, владика Данило се није руководио само политичким мотивима. У њему је, поред политичке, постојала и етичка, управо хуманистичка дилема. Његови погледи на људе и живот били су шири од уских схватања црногорских јунака. По његовом мишљењу, човек је по природи слаб. „Шта је човјек? Ка слабо живинче!”, каже он на једном месту. Потурчењаци су као и други. Само су подлегли искушењима угоднијег живота или били жртва турских претњи. Из ових људских разлога, из овог разумевања за човека и његове слабости, Данило одлаже истребљење потурица и пружа им могућност да избегну трагичну судбину. И после, када га народни интереси нагоне да се одлучи за истрагу, он није осветник, већ владар коме је судбина наменила да изврши трагичну поруку историје.
За владику се може рећи да је ближи српском јунаку него црквеном поглавару. Он, супротно хришћанском принципу понашања, не заговара пасивност и трпљење, него акцију и борбу. За њега смисао трајања није у молитвама и тамјану, већ у подвигу, „пјесна од ужаса” која се приноси на олтар, а олтар је „камен крвави”, односно Црна Гора.

### Вук Мићуновић
Вук Мићуновић је у односу на Данила много одлучнији. Он не зна за дилеме и колебања. Од самог почетка делује монолитно и одлучно. Увек је близу владике, на све мотри и све слуша. Тако у првом делу „Горског вијенца”, када изгледа да сви спавају и да је једино владика Данило будан и сам са својим мислима, Вук Мићуновић, притајен, слуша његове речи и одмах реагује на њих. Стиче се утисак да је ту да врати веру поколебаном и да укаже да је борба једини излаз. Вук Мићуновић на најбољи начин оличава обилићевски дух, народну снагу и енергију. И када је најтеже, он има наду у спасење. Владици указује на пет стотина момака, на њихове вештине и жељу да се боре. И баш зато што је то тако не треба кукати, него бити постојан, издржати и, на крају, себе потврдити као човека и јунака. Његов став је „без муке се пјесна не испоја/без муке се сабља не сакова”. А то значи: да нема муке, не би било јунака, а да није јунака, не би било ни песме која слави јунаштво; да није муке, не би било ни потребе да се кује сабља. Мада се ови стихови могу и другачије тумачити: без великих напора и муке нема добрих учинака, нема вредних дела. Иза свега што је вредно створено, стоји велика мука. По његовом мишљењу „Јунаштво је цар зла свакојега” — зло једино ту надмоћ признаје и једино се пред јунаштвом повлачи. Пошто потурице и турска власт оличавају зло, треба им показати свој пркос и решеност на борбу до краја. Зато он и везировом изасланику, уз владичино писмо, шаље фишек, што је симболичан знак решености и Вука Мићуновића и целог црногорског народа на борбу. На примедбу Риџал Османа да је то хајдучки поступак, недостојан једног везира, Вук Мићуновић, без бојазни и увијања, даје до знања да је тај исти везир већи хајдук од њега; да је везир „хајдук робља свезанога”, а да је он, Вук Мићуновић, „хајдук те гоним хајдуке”, те да је чистији, поштенији, да за разлику од везира „не пржим земље и народе” и, као таква, његова борба има узвишени и витешки смисао.

### Вук Мандушић
Вук Мандушић се у делу не јавља тако често као Вук Мићуновић. Његово присуство је видно на два места: у ноћи, када гласно и несвесно казује садржај оног што на јави дубоко у себи крије и, на крају дела, када га можемо сагледати у епској величини.
Мандушић је као лик много сложенији од лика Вука Мићуновића. За њега се може рећи да је он двострука личност. Прво, он је јунак, хомеровска природа, налик на велике јунаке из Илијаде: долази са бојишта остављајући за собом крвав траг. У тој својој ратничкој појави он делује веома импресивно: „ Намрчио се и црни му брци пали на изломљене токе. Џефердар пребијен носи у руке, и сједа код огња, сав крвав”. Мрк је у лицу и, насупрот таквом епском изгледу, плаче за сломљеним џефердаром, као да је изгубио неког најближег и најдражег. Тако реагује зато што пушком он брани своје достојанство и част, штити породицу и тиме обавља свету дужност. Пушка му помаже да очува веру. Она је његов заклон и сигурност, нешто више од пријатеља — никад га неће издати. Владика износи џефердар и даје му га:
„Здраво твоја глава на рамена,

ти ћеш пушку другу набавити

а у руке Мандушића Вука

биће свака пушка убојита!”
Значење ових стихова је да бој не бије само оружје, већ срце у јунаку, као и то да борба још није завршена.
Међутим, постоји и један други Мандушић, мање епски, сав од снова, чежњи и тананих осећања — Мандушић песник, лирска душа. То је оно што он у себи носи као највећу тајну своје интиме, а што је, на први поглед, у супротности са његовом горштачком и јуначком природом. Његова тајна је загледаност у младост и лепоту осамнаестогодишње снахе бана Милоњића, коме је девет пута кумовао. Она је у њему пробудила највећи занос душе:
„Кад је виђу да се смије млада,

свијет ми се око главе врти.”
Био је потребан само један призор, више налик на сан него на стварност, да се у њему пробуде оваква осећања: угледао ју је у зору, на месечини, поред ватре, расплетене косе, у моменту када је нарицала за погинулим девером. Његов доживљај њене лепоте, описан је у следећим стиховима:
„Љепша му је од виле бијеле!

…

очи горе живје од пламена,

чело јој је љепше од мјесеца…”
Опчињен лепотом младе жене, он завиди и мртвом Андрији:
„Благо Андри ђе је погинуо —

дивне га ли очи оплакаше,

дивна ли га уста ожалише…”
Када је у питању Вук Мандушић и његов однос према лепоти, треба указати на лепоту као на чисту, врхунску, идеализовану лепоту жене у свести припадника патријархалног света.

### Војвода Батрић
Изнад Вука Мићуновића и Мандушића налази се само млади Батрић Пејовић. Њиме се допуњује Његошево херојско тројство. За разлику од прве двојице који се појављују на сцени, трећи, Батрић, се не појављује на њој. Он је чисто, продуховљено јунаштво: обилићевска светлост представљена у лику младог Црногорца. Са ликом Батрића упознају нас јунаци „Горског вијенца” и сами опијени његовом лепотом и изузетношћу. „сунце брате” — тако младог Батрића зове његова сестра. Леп, храбар, мио, уман, а млад, ни двадесет му није година. Батрићева лепота је и његова вера у људе, и управо га је она коштала живота. Пошао је Турцима на веру, а они су га, на превару, убили и његовом главом окитили травничке бедеме.
Не само за сестру, већ и за самог писца дела, Батрић је сунце, а сунцу замене нема. За њим, кад нестане, плачу чак и јунаци „Горског вијенца”, огрубели у бојевима и сечама. У њиховом плачу и тузи сестре, која се убија до жалости за братом, он живи вечан у својој лепоти.

### Сердар Вукота
Негде, у дубини спева, некако сакривен, налази се озбиљни сердар Вукота. Он се ретко јавља, али кад се огласи, делује дубље него остали. Кроз њега проговара трагика Црне Горе, коју он види као „до гомиле костих и мраморах на којима младеж самовољна показује торжество ужаса”. Као и владику Данила, и озбиљног сердара боли смрт младих Црногораца, али му ипак глас неће задрхтати док у препуној цркви, као онај кога посебно поштују, заклиње Црногорце на верност борби до смрти и проклиње најстрашнијом клетвом оне који буду издали. Озбиљности сердарева лика највише одговара да баш он каже страшне речи проклетства и да њима удари печат на неми договор о крвавој сечи и новим смртима.

### Кнез Јанко
Кнез Јанко је сушта супротност озбиљном сердару Вукоти. Док Вукота на живот одувек гледа озбиљно, причљиви, а оштроумни кнез Јанко у свему открива смешно. Заборављајући да је због тога дошло до погибије, кнез Јанко са задовољством прича о томе како су се црногорска момчад наругала оџи Брунчевићу стављајући му рогожину у пушку. Насупрот трагично замишљеном владици Данилу, он види смешну страну преговора с потурчењацима и исмева тобожњу љубав између њих и Црногораца. Он неће пропустити да се насмеје поп-Мићиној писмености, игумановим бројаницама и бабиној лађи са сребрним веслима. Кнез Јанко воли шалу, игру, ведро поднебље. Причањем и смехом он разбија тешке слутње које потајно море Црногорце уочи истраге. Ипак, и њега, вечито ведрог, притисла је смрт сестре Батрићеве. Ведри, херојски смех кнеза Јанка умукнуо је пред њеном тугом.

### Војвода Драшко
И војвода Драшко, наивношћу патријархалца, уноси ведрину и смех у „Горски вијенац”. Градећи лик овог јунака, Његош веома добро запажа реаговање патријархалаца у цивилизованој средини и уме вешто да укључи Драшково непосредно причање у целину поеме. Драшку се чини да се код Млетака све збива наопако, супротно његовим мерилима. Раскорак између Драшкових патријархалних представа и навика нове средине чини Његошевог јунака смешним. Драшково казивање о позоришту, пуно непосредности у изразу, изванредан је хумористички приказ, коју уноси свежину у поему.
Овим се, међутим, још не открива сва дубина Драшковог лика. Песник ће овом јунаку наменити и другу улогу. У Драшка је Његош упевао свој слободарски однос према утамниченој цивилизацији вековних црногорских непријатеља, Латина, како их је народ звао. У сцени Драшковог казивања о Млецима, Његош је подсетио Европу каква је она сама. Док Црногорци крвљу бране слободу, Млечани су притисли туђе земље и градове. У самој Венецији једни су „од богатства бјеху полуђели”, а други, ради коре сувог хлеба, муче се „да им очи прсну”. Новац, клевете, подмукла убиства, страх од полиције — то су украси њихове културе. Чувена млетачка бродоградилишта у ствари су гнусна мучилишта хиљада невољника „у љута гвожђа попутаних”. На галијама веслају оковани робови. Заробили су и „нашу браћу соколове, Далматинце и храбре Хрвате”. Његошев војвода пун слободарског гнушања према нечовечном поступању с људима пита:
„Што, погани, од људи чините?

Што јуначки људе не смакнете,

што им такве муке ударате?”
Иако примитиван, Драшко делује људски надмоћно у свету где је све засновано на угњетавању, подвали, обмани, страху, где сви лажу. Лаже чак и сам млетачки владар, који обећава и нешто што се не тражи од њега, а на крају не испуни обећање.

### Кнез Роган
Међу занимљиве ликове „Горског вијенца” спада и осамдесетогодишњи кнез Роган. Роган је нека врста народског двојника умном игуману Стефану. На свој начин, и он понире у скривени смисао околних ствари. Радознао је за све. Интересује га судбина Црне Горе, живот у Млецима, оно што Мандушић у сну сања. Роган стално пита. У разговорима, које увек први почиње, често се изражава загонетно, симболично. Потурчењаци, чије намере и лукавства прозире, не могу да га надмудре. Док владика у потурчењацима мрзи изданке турске тираније, а Мићуновић и војвода Батрић издајнике, Роган, у коме се иначе осећа доброта, мрзи све што је њихово: и саму њихову веру. Из његових разговора са потурчењацима избија супериорна иронија. Роган не подноси чак ни њихов мирис. Он је жељан њихове погибије. Док гата у плећку, он прориче њихову смрт, истребљење. Њу му симболично најављују дрхтање гора и црвенило месеца. Други су јунаци. Они ће се светити у бојевима, а он, у осамдесетој, може само да мрзи и да дозива смрт непријатељу. Мржња немоћног је увек дубља, страшнија него код оних који се боре. Таква је и мржња старца Рогана према потурицама.

### Игуман Стефан
Игуман Стефан себе најављује као слепог осамдесетогодишњака. Изгубивши вид и ослободивши се многих спољних слика и утисака из материјалног света, он је почео да се концентрише на оно што је духовно, на мисао. Са губитком вида, код њега је почео да се развија духовни вид, оно унутрашње око које му је помагало да види и оно што је невидљиво. Тако је дошао до сазнања да је цела природа створена на принципу нападања и одбране. Увек неко, ко је јачи, напада, а неко се брани. Тако је у биљном, у животињском и људском свету: „остро осје одбрањује класје, трње ружу брани очупати; зубовах је туште изоштрила, а роговах туште зашиљила; коре, крила и брзине ногах”. У људском свету однос је јасан: Бог је човеку подарио руке и обавезу да буде „бранич жене и ђетета”, а народ да буде „бранич цркве и племена”. Бранећи те ствари (жену, децу, цркву и племе), он брани своју припадност и част. Међутим, у таквом свету где се једно на друго устремљује, човек се открива као одвећ слаб и кратковек. И поред таквог поражавајућег сазнања, он мора да бије битку за оно што је људско у њему, за оно што га издваја од остале природе. Зато и игуман Стефан говори: „Што је човјек, а мора бит човјек”. Да би био и остао човек, он мора да се бори и да у тој борби истрајава: „Славно мрите, кад мријет морате!”.
Нека унутрашња ведрина и веселост зраче из игумановог духа, и управо га они везују за овај свет и чине га блиским црногорским јунацима. Црногорци га „љубе у руку из уваженија рашта лијепо и мудро збори”. Он их учи да ће очувати своју част једино ако истрају у мучној борби за слободу. Онда ће и они бити бесмртни:
„Покољење за пјесну створено,

виле ће се грабит у вјекове

да вам в'јенце достојне саплету;

ваш ће примјер учити пјевача

како треба с бесмртношћу зборит!”
Након констатације да је у природи све напад и одбрана, у новој ситуацији, у разговору са владиком Данилом на Бадње вече, поред огња и бадњака, игуман Стефан проширује свој доживљај о суровости света и законима супротности у њему. Грубост света он објашњава овако:
„Св’јет је овај тиран тиранину,

а камоли души благородној!”
Овом пословичком конструкцијом хоће да каже: свет је тежак и неподношљив и за оног ко је безобзиран, безосећајан и суров, а камоли за мирно, нежно и осећајно биће.

## Народ као колективни јунак
Црногорски народ је прави актер или колективни јунак у „Горском вијенцу”. Он се препознаје најпре у колу, а затим у појединцима: владици Данилу, Вуку Мићуновићу и Вуку Мандушићу, војводи Драшку и осталим, наизглед епизодним јунацима. Природу колективног јунака осветљавају дијалози, песме, игре, свадбе, обичаји, веровања, гласна размишљања појединаца и њихови поступци.
Црногорски колектив обележавају велике моралне и физичке снаге, у првом реду чојство и јунаштво. Захваљујући црногорској везаности за косовски завет и Милоша Обилића, одувек је негован култ јунаштва. А са јунаштвом иде и чојство. По мишљењу Марка Миљанова, јунаштво значи бранити себе од других, а чојство бранити друге од себе, а то подразумева самосавлађивање, спутавање разметљивости снагом и пригушивање бахатости која би била неправедна и зло за друге. На чојство и јунаштво се наилази скоро код свих Његошевих јунака, што је и навело неке тумаче „Горског вијенца” да у њему виде „библију хероизма” и да га назову „јеванђељем чојства”.
За проблем чојства везује се и слободарски дух црногорског колектива, затим згражавање над мекуштвом, кукавичлуком и било којим срамним падом човека. Црногорци не подносе лаж и лицемерје. Они су патријархални и сујеверни, увек искрени, одрешити, непосредни и врло витални — испуњени вером у живот. Такође ако се мало више прате њихови поступци и реакције може се доћи до закључка да је њима општи интерес важнији од личног, себичног.

## Представа три културе
Поред патријархално-племенске културе, која оличава црногорски колектив, Његош је пружио и слике других култура: источњачке и европске. Патријархално-племенску културу обележавају: јунаштво, чојство, певање уз гусле, кола, обреди, тумачење снова, разна веровања, клетве и освете, слобода мишљења, поштовање старијег (господара, поглавара, домаћина).
Европску културу Његош је дао кроз исказе војводе Драшка о Млецима. Млеци су представници те културе која је, према реаговању Његошевих јунака, изопачење свих људских вредности. Црногорци осуђују њихово: дволично понашање спрам црногорске борбе за слободу, одсуство људског достојанства и људске слободе, нехуман однос према затвореницима (затворе и затворенике Црногорци немају), богатство као једини идеал, уличну тескобу као последицу урбанизације и смрад као траг градске пренасељености.
Источњачки свет дат је у дијалогу Црногораца о том свету, али и у самом говору и наступу Турака и потурица. Они су неискрени саговорници, склони лажима („нико крупно ка Турчин не лаже!”). Црногорци не могу да прихвате ни њихов однос према жени јер они „жене у чељад не броје, но их држе ка продано робље”, јер никаквих моралних закона немају („закон му је што му срце жуди”). Знају само за хедонизам (уживање у јелу, пићу и свему што је телесно).
Када се добро сагледа шта се дешава око основне теме — истраге потурица, колико је ликова обухваћено, колико је много ситуација, која су веровања и обичаји, неслагања и сукоби дати, онда се јасно може закључити да је Његошев циљ био не да пружи слику појединачних људских судбина, него да преко појединачног да оно што је опште. Зато се може рећи да је „Горски вијенац” енциклопедија црногорског живота и црногорске историје или још више: енциклопедија јужнословенске патријархалне цивилизације, чији је најизразитији представник Црна Гора.

## Језик дела
Песнички језик у „Горском вијенцу”, одликује се језгровитошћу и дубоком мисаоношћу, тако да много израза поприма пословички или гномски облик. То је облик народне пословице и мисаоност многовековне мудрости на коју се наилази само у народним пословицама. Међутим, утицај народног језика није само у пословичком стилу, него и у самом језику, у његовој лексици, као и у дословном преузимању народних израза и идиома.
Његош у свом певању користи и десетерац, што значи да је ово дело настало под снажним утицајем народне епске песме. Такође, песник у делу користи снажна поређења, метафоре и симболе, али и звуковне фигуре — асонанцу и алитерацију.